# Postsowjetischer Marxismus
Der postsowjetische Marxismus ist eine Schule vornehmlich in Russland ansässiger Gesellschaftswissenschaftler, die nach dem Untergang des Realsozialismus in der Sowjetunion und den meisten anderen Ländern neue Aspekte des Marxismus diskutieren und insbesondere Antworten auf Fragen suchen, die die Entstehung der Informationsgesellschaft, der Globalisierung und des sogenannten Protoimperialismus erklären.

## Positionen
Der postsowjetische Marxismus entstand nach dem Zerfall der Sowjetunion in Russland aus der Kritik an einerseits dogmatischen Versionen des Marxismus-Leninismus und des durch Karl Popper beeinflussten Liberalismus, wie sie im 20. Jahrhundert vorherrschend waren. Andererseits spielt dabei auch die Auseinandersetzung mit aktuellen neostalinistischen und von der Postmoderne beeinflussten diskurstheoretischen Positionen eine weiterführende Rolle.
Der postsowjetische Marxismus unternimmt den Versuch, den klassischen Marxismus und seine humanistischen, in der UdSSR nach Stalin aufgetretenen Versionen kritisch zu beerben, und beruft sich unter anderem auf die Arbeiten sowjetischer Autoren wie Genrich Batischtschew, Wiktor Wasjulin,  Ewald Wassiljewitsch Iljenkow, Wladislaw Kelle, Wladislaw Lektorski, Michail Lifschitz und Wadim Meschujew sowie westlicher Marxisten wie Georg Lukács, Bertell Ollman, István Mészáros und Adam Schaff.
Während der postsowjetische Marxismus den stalinistischen Marxismus kritisiert, möchte er den Marxismus auf Grundlage der Erfahrungen der vergangenen Jahrzehnte entwickeln und revidieren. Angestrebt wird ein offener Dialog mit anderen humanistischen und wissenschaftlichen Strömungen, etwa dem Existentialismus und dem klassischen Institutionalismus.
Die gegenwärtige Wirklichkeit wird als qualitativ neue, globale, mit dem 20. Jahrhundert einsetzende Epoche begriffen, in welcher die Bedingungen geschaffen werden für eine postkapitalistische, und darüber hinausgehend postindustrielle, postökonomische Gesellschaft als Reich der Freiheit.
Dabei sollen die Erfahrungen des realen Sozialismus dialektisch verstanden werden als Widersprüche zwischen Systemen autoritären Bürokratien und Ansätzen sozialistischer Verhältnisse.

## Methodologie
Der postsowjetische Marxismus verfolgt die Rehabilitierung und Anwendung der materialistisch-dialektischen Methode, wobei er sich in der Tradition von Iljenkow sieht.
Dabei geht er davon aus, dass "das (räumliche und zeitliche) Feld der Anwendung der klassischen (hegelisch-marxschen) Dialektik durch die Epoche der Entfremdung historisch begrenzt", insofern sie aufzuheben sei für die Erforschung von Prozessen, die in das "Reich der Freiheit" fallen. Für dieses wird eine neue Logik des Dialogs oder der sogenannten "Polyphonierung" gefordert, wie sie im 20. Jahrhundert bereits von Michail Bachtin, Batischtschew und Wladimir Bibler angeregt wurde. Zur Untersuchung der bestehenden Welt der Entfremdung dagegen sei die klassische Dialektik von großer Bedeutung.

## Darstellung
- A. V. Buzgalin, A. I. Kolganov: Postsowjetskii Marksism we Rossii: Otwjeti na wisowi XXI weka. Tesissi ka formirowaniju nautschnoi schkoli, Moskau 2005
  - deutsche Ausgabe Postsowjetischer Marxismus in Russland: Antworten auf die Herausforderungen des XXI. Jahrhunderts. Thesen zur Formierung einer wissenschaftlichen Schule mit einem Nachwort von Günter Mayer, aus dem Russischen von Michael Dewey, Günter Mayer, Ingrid Mayer und Gerhard Rüdiger, Rosa-Luxemburg-Stiftung, 2007

## Zeitschrift
- Ekonomiko-filosofskije Tetrady (Ökonomisch-philosophische Hefte), Untertitel: Zeitschrift des gegenwärtigen sozialen Denkens, Gesellschaftliche Stiftung „Alternativen“, Zentrum akademischer Forschung, Moskau ab 2003